# عشار
العُشَارُ أو العُشَرُ أو الأشخر جنس نباتي ينتمي إلى الفصيلة الدفلية ويضم عدة أنواع.

## من أنواعه
- العشار الباسق (باللاتينية: Calotropis procera)
- العشار العملاق (باللاتينية: Calotropis gigantea)